# Аполлонія Іллірійська

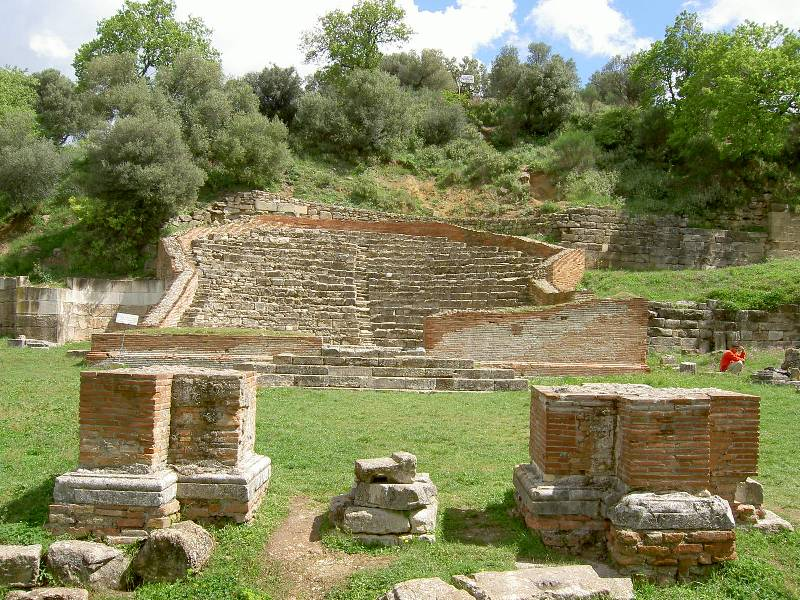
Руїни античного театру в Аполлонії

Аполлонія (дав.-гр. Ἀπολλωνία) — найбільший давньогрецький порт в Іллірії, заснований вихідцями з Коринфа і Керкіри у 588 р. до н. е. в країні іллірійського племені талантіїв, на правому березі річки Аоя (тепер Вьоса), приблизно в 10 км від впадіння її в Адріатичне море.
Будучи розташованим на західному кінці Егнатієвої дороги (лат. Via Egnatia), місто це в один і той же час було і торговим, і фортецею. Аристотель наводив його як приклад олігархічного режиму: нащадки грецьких поселенців тримали в своїх руках управління колонією, населеної переважно іллірійцями. Аполлонія карбувала власну монету і продавала за кордон іллірійських рабів. Під кінець античності Аполлонія спорожніла через заболочування місцевості; місцеві жителі переселилися в сусіднє місто Вльора.
У перші століття християнства місто було центром однойменної єпархії. Наприкінці III або початку IV століття в місті постраждав за віру Ісавр, зарахований згодом до лику святих.
Під час Першої світової війни, коли Албанія була окупована австрійцями, почалися перші археологічні дослідження; по закінченню війни їх продовжила французька експедиція Л. Рея. На місці Аполлонії виявлені залишки храму VI ст. до н. е. і театру, мощені вулиці і мозаїчні підлоги; велика частина знахідок експонується в Тирані.
На честь Аполлонії названо астероїд 358 Apollonia, відкритий у 1893 році.